# Травень 2022
Травень 2022 — п'ятий місяць 2022 року, що розпочався у неділю 1 травня та закінчився у вівторок 31 травня.

## Події
- 10 травня — Помер перший Президент України Леонід Кравчук
- 14 травня — фінал 67-го пісенного конкурсу Євробачення-2022, що проходив у Турині, Італія.
- 13 травня — початок 85-го чемпіонату світу з хокею із шайбою ІІХФ, який проходив у Фінляндії у двох містах Гельсінкі та Тампере і тривав до 29 травня 2022 року[1].
- 15 травня — Український гурт Kalush Orchestra переміг у Євробаченні 2022 з піснею «Stefania»
- 16 травня — повне місячне затемнення
- 18 травня — 51-й фінал Ліги Європи УЄФА з футболу, що проходив у Севіллі (Іспанія) на стадіоні «Рамон Санчес Пісхуан (стадіон)»[2].
- 21 травня — У 12 країнах підтвердили понад 250 випадків віспи мавп
- 22 травня — У Давосі розпочався Всесвітній економічний форум.
- 22 травня — фінальний матч розіграшу Ліги чемпіонів УЄФА серед жінок, який відбувся на стадіоні «Ювентус Стедіум» в італійському місті Турин[3][4].
- 25 травня — фінальний матч розіграшу Ліги конференцій УЄФА 2021—2022, який відбувся на стадіоні «Arena Kombëtare» у албанському місті Тирана[5].
- 28 травня — фінальний матч розіграшу Ліги чемпіонів УЄФА 2021—2022, який мав відбутися на стадіоні «Санкт-Петербург» у російському місті Санкт-Петербурзі[6].
- 29 травня — «Реал Мадрид» у 14-й раз в історії виграв Лігу чемпіонів УЄФА, перемігши у фіналі «Ліверпуль» із рахунком 1:0.[7].